# Phare de Punta Fenaio
Le phare de Punta Fenaio (en italien : Faro di Punta Fenaio) est un phare actif situé sur l'île de Giglio et de la commune de Isola del Giglio (province de Grosseto), dans la région de Toscane en Italie. Il est géré par la Marina Militare et le Parc national de l'archipel toscan.

## Histoire
le phare, mis en service en 1862 par la Regia Marina, se situe sur la pointe nord de l'île de Giglio. Il est entièrement automatisé et alimenté par le réseau électrique.

## Description
Le phare  est une tour octogonale en maçonnerie de 10 m de haut, avec galerie et lanterne, surmontant une maison de gardien de deux étages. Le bâtiment est peint en blanc avec des bandes rouges horizontales, et le dôme de la lanterne est gris métallique. Il émet, à une hauteur focale de 39 m, trois éclats blancs par période de 15 secondes. Sa portée est de 16 milles nautiques (environ 30 km) pour le feu principal et 12 milles nautiques (environ 22 km) pour le feu de veille.
Identifiant : ARLHS : ITA-246 ; EF-2156 - Amirauté : E1486 - NGA : 9092 .

## Caractéristiques dufeu maritime
Fréquence : 15 secondes (W-W-W)
- Lumière : 1 seconde
- Obscurité : 2 secondes
- Lumière : 1 seconde
- Obscurité : 2 secondes
- Lumière : 1 seconde
- Obscurité : 8 secondes

|                 |
| Archipel Toscan |

### Lien connexe
- Liste des phares de l'Italie